# 中京顕徳府

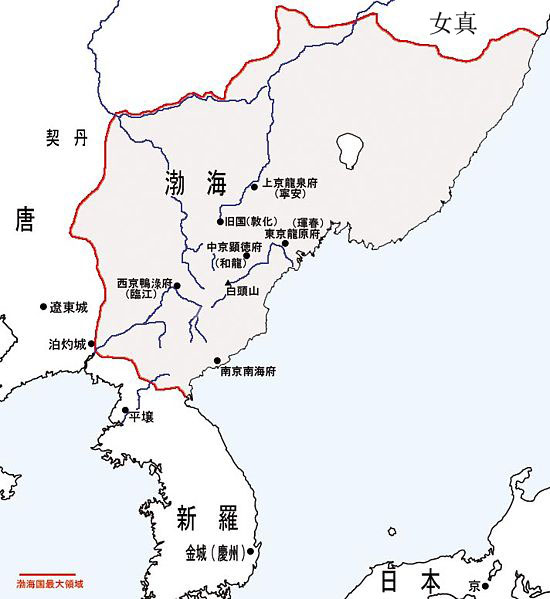
渤海国内中京顕徳府の位置

中京顕徳府（ちゅうけいけんとくふ）は、中華人民共和国吉林省延辺朝鮮族自治州和竜市西城鎮に位置する渤海時代の遺跡。

## 歴史
渤海第3代王である大欽茂が唐代天宝年間に都を設置した。史学会では1940年代から西古城城址が中京顕徳府の遺構であると考えられていたが、2000年から2002年にかけての発掘調査でその存在が改めて確認されている。
中京顕徳府から上京龍泉府への宮廷の移転は、唐の玄宗打倒に差し向けられた唐の司令官の安禄山の反乱の勃発と時期的に合致し、反乱を起こすまで安禄山は渤海と隣接する唐の幽州、営州管区の軍総督であり、さらに、渤海と黒水靺鞨との境界を監視する平盧州副総督でもあった。上京龍泉府への宮廷の移転は、安禄山の蜂起の発生地が渤海の西境、すなわち中京顕徳府から至近距離であり、反乱軍が国境を侵入する場合の安全を保障する措置を講じたとみられる。

## 概要
中京城は内外の2区画より構成され、外城は東西630メートル、南北730メートル、外周2,720メートルの城垣版築構造であり、その中心線上には南北各1か所に門が設置されている。また外城の周囲には城濠が建築されていた。
内城は外城北部に位置し、東西190メートル、南北310メートルであり、南側に城門が設置されている。その中心上には3棟の大規模建築が位置し、最大建築物である1号殿と2号殿の間には回廊が設置され、3号殿は内塀により仕切られた位置に建築されていた。
遺構は1996年に中華人民共和国全国重点文物保護単位に指定されている。

## ギャラリー

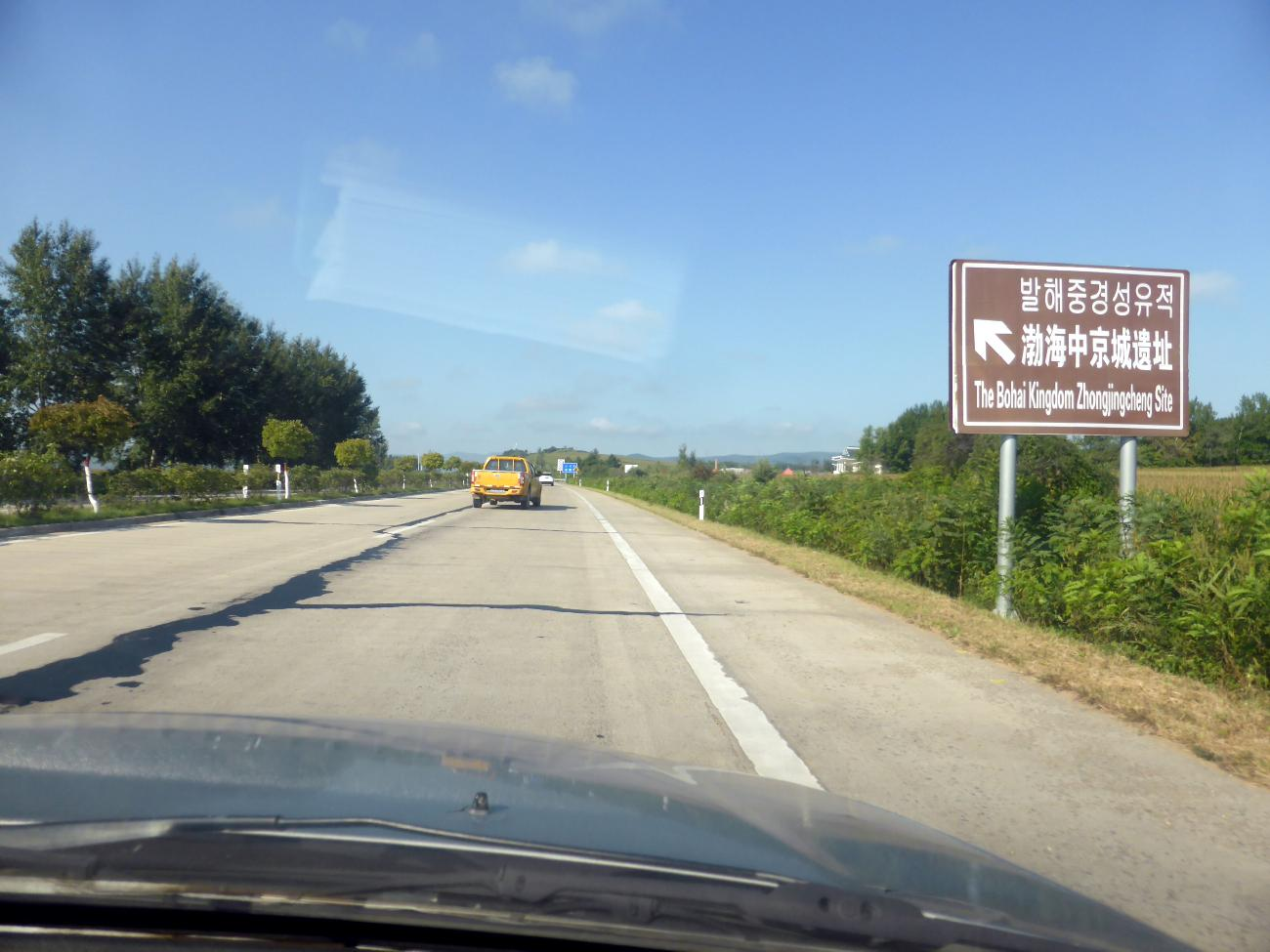
S206号線沿いの渤海中京城遺址案内板
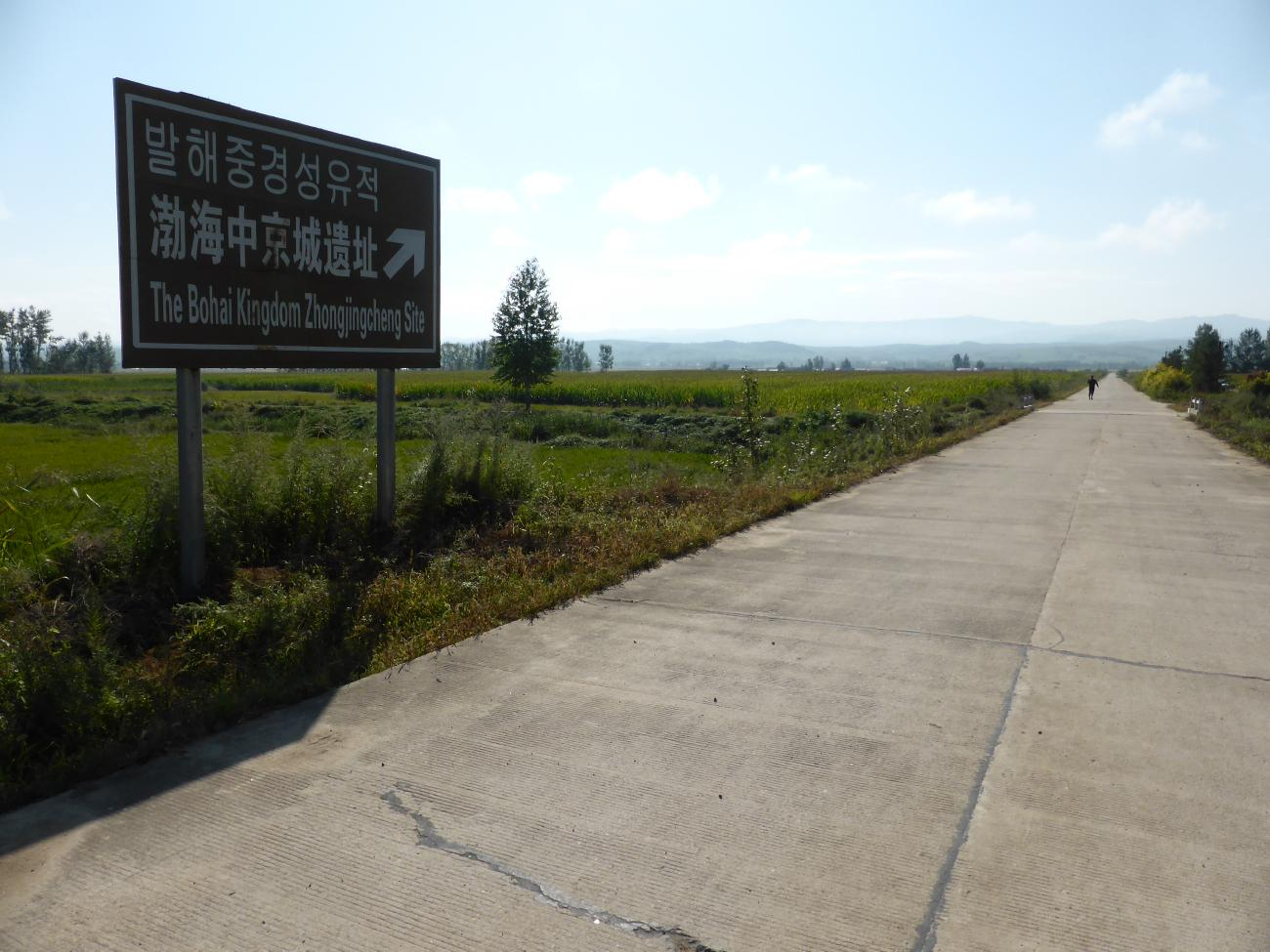
公園管理所の手前にある案内板
放棄された公園管理所と警務室
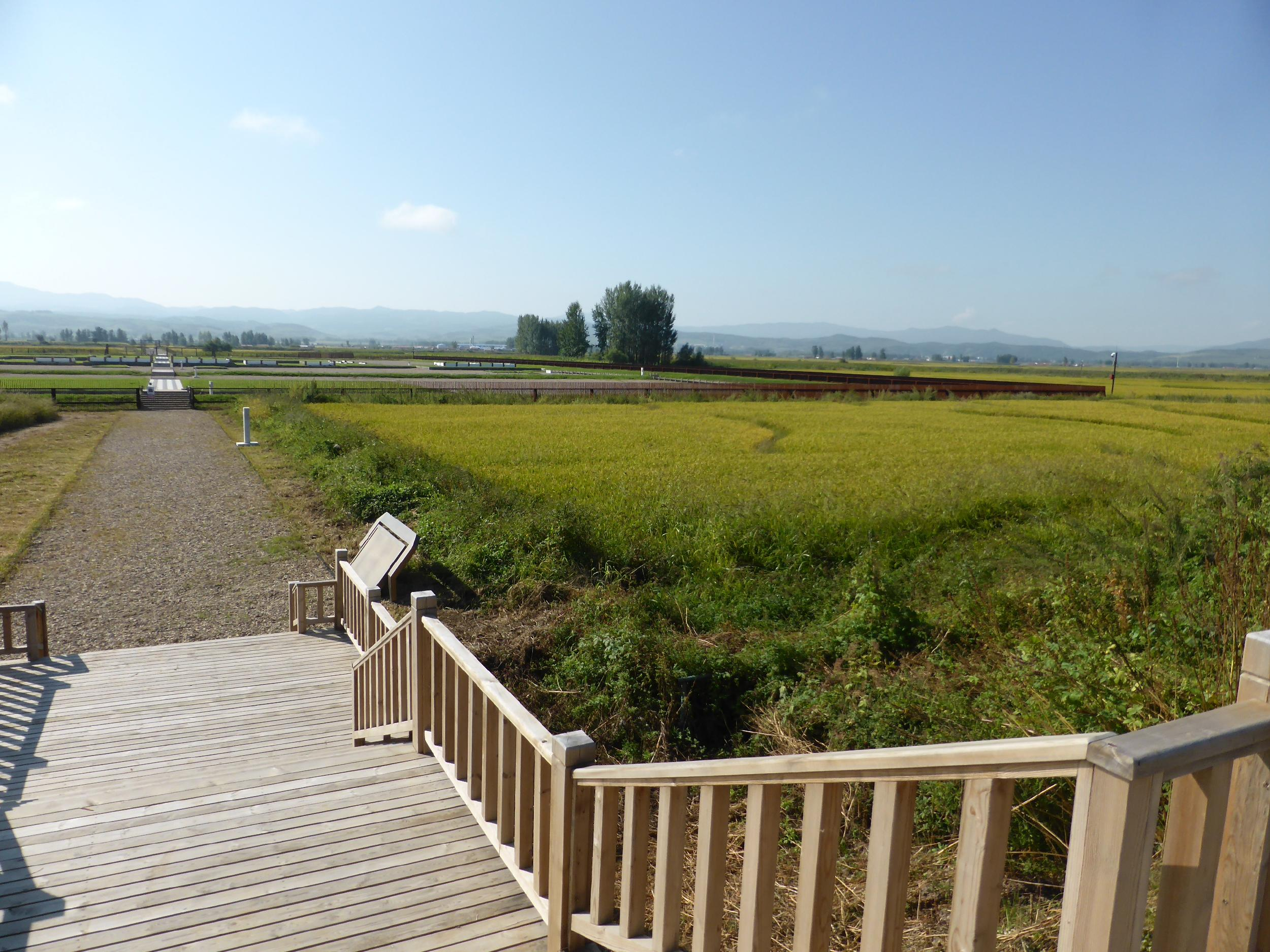
渤海中京城遺全景
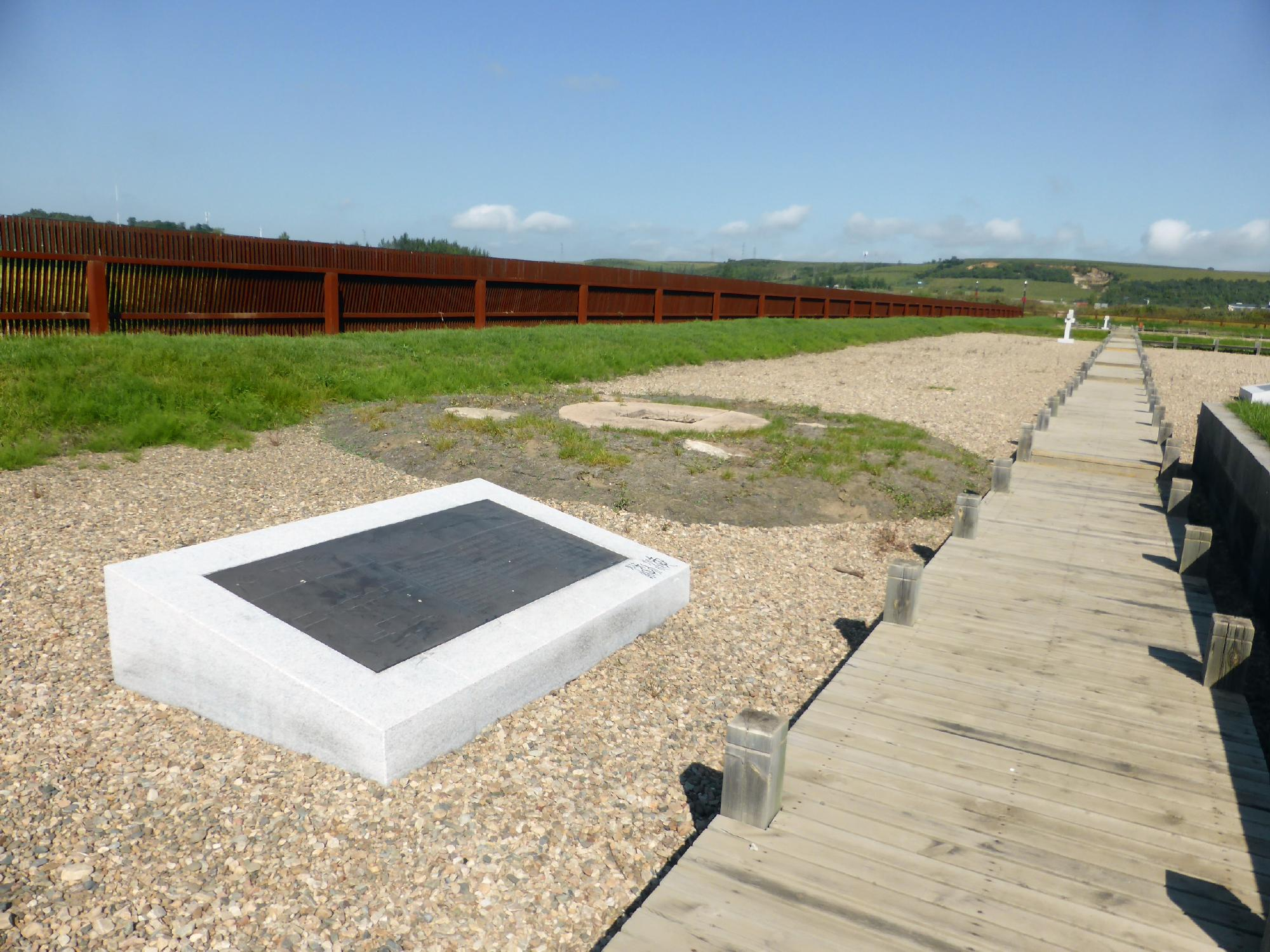
井戸と説明文
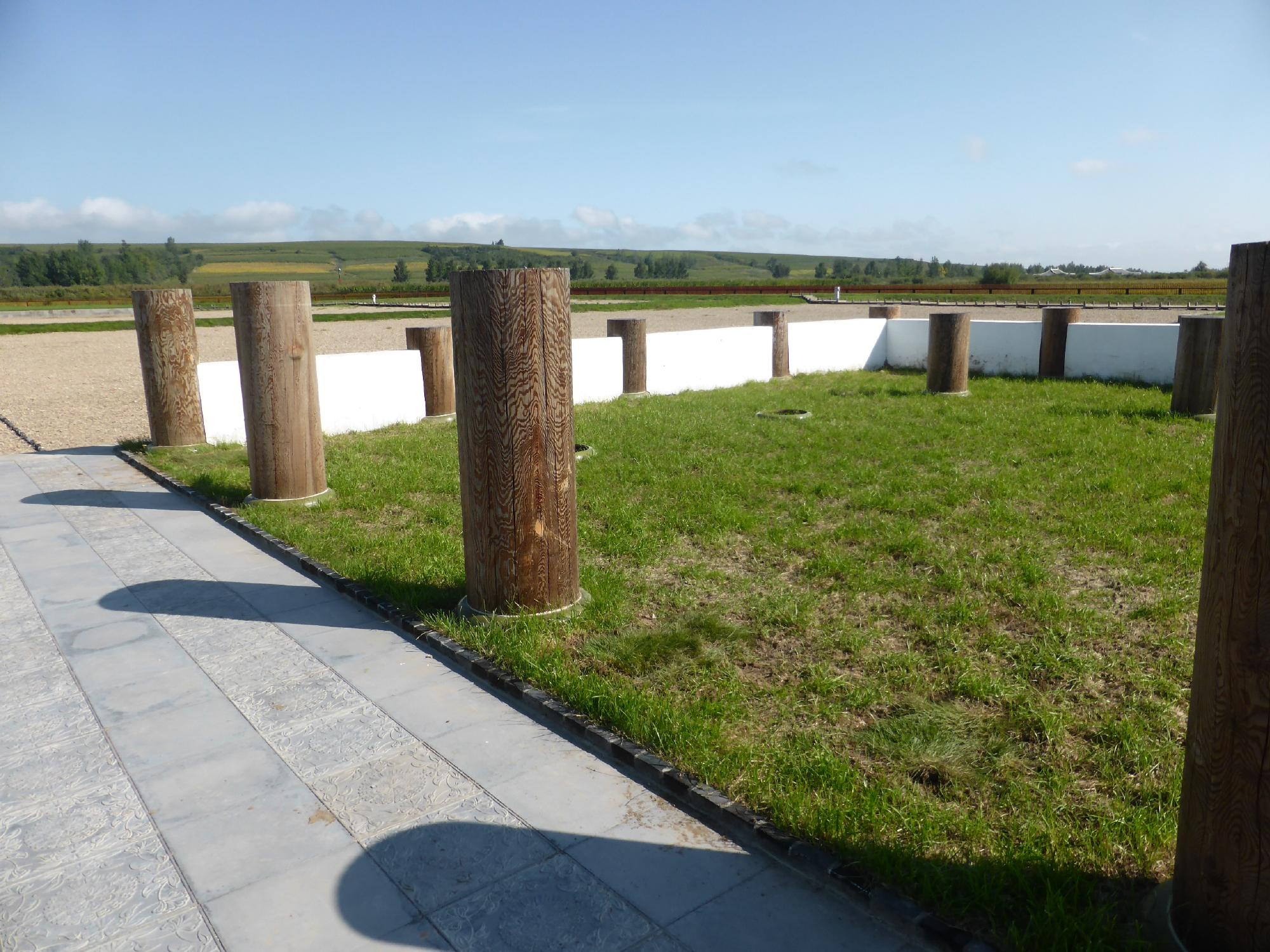
外郭と五号宮殿
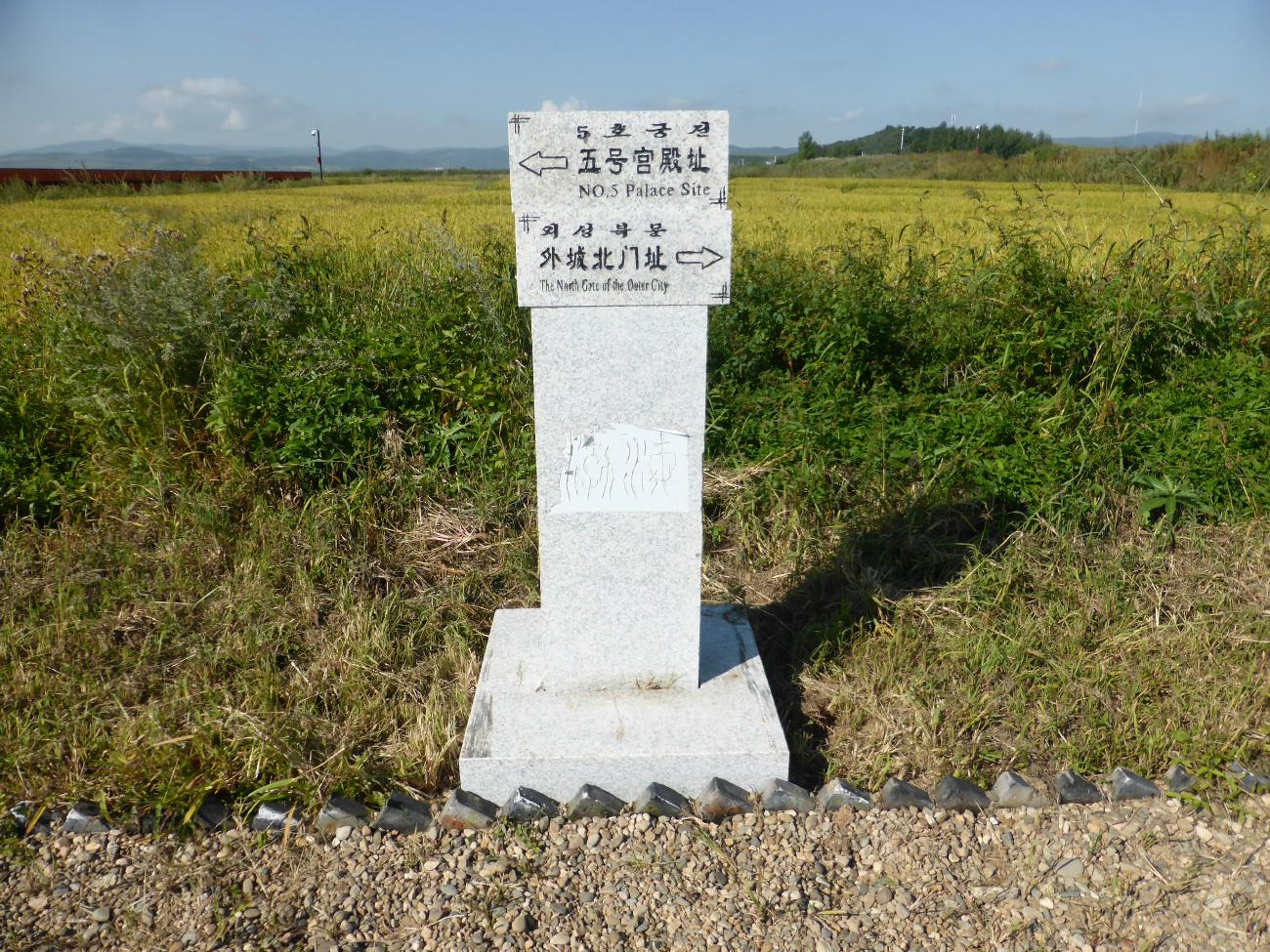
五号宮殿址
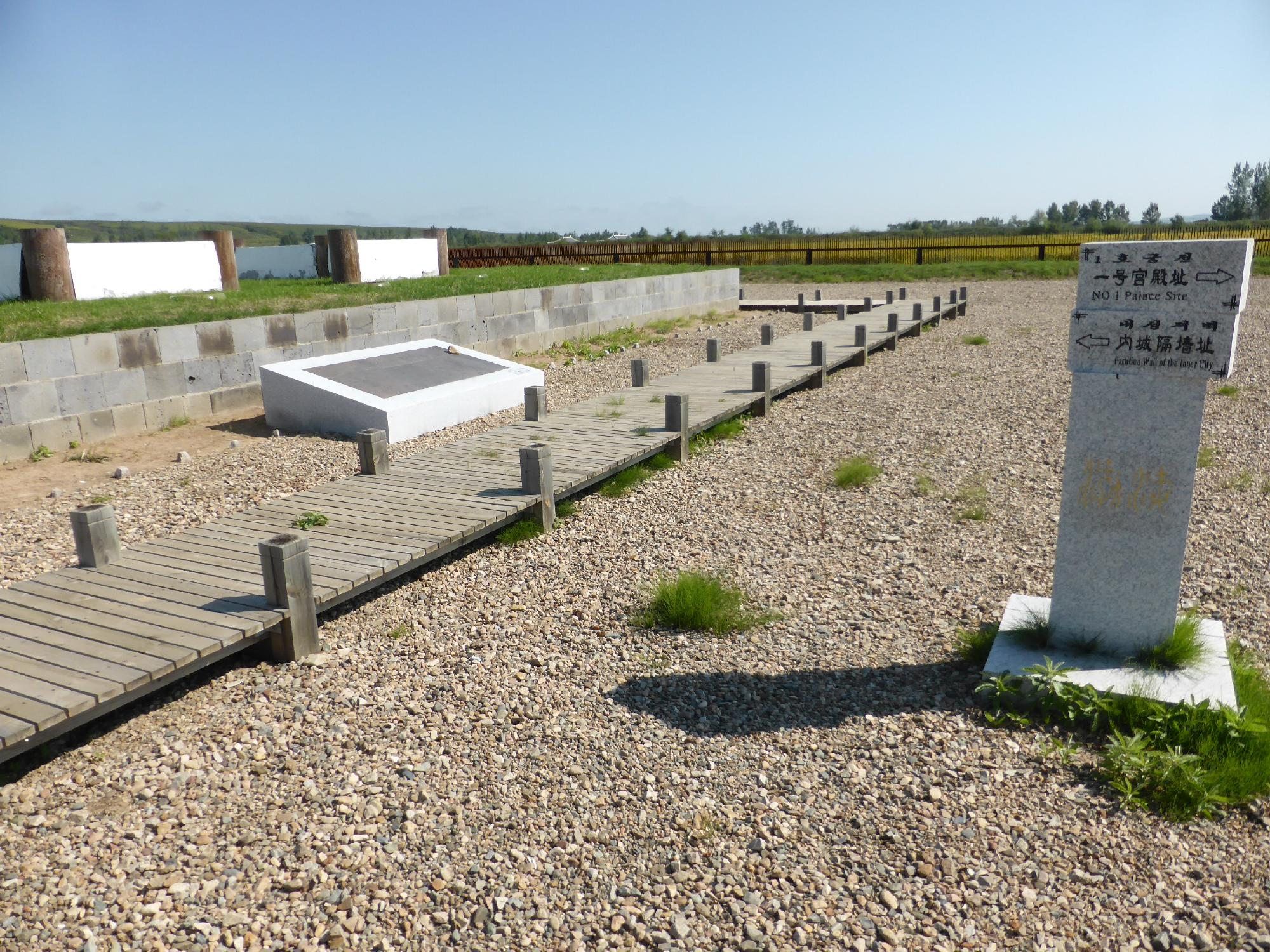
内城隔壇址
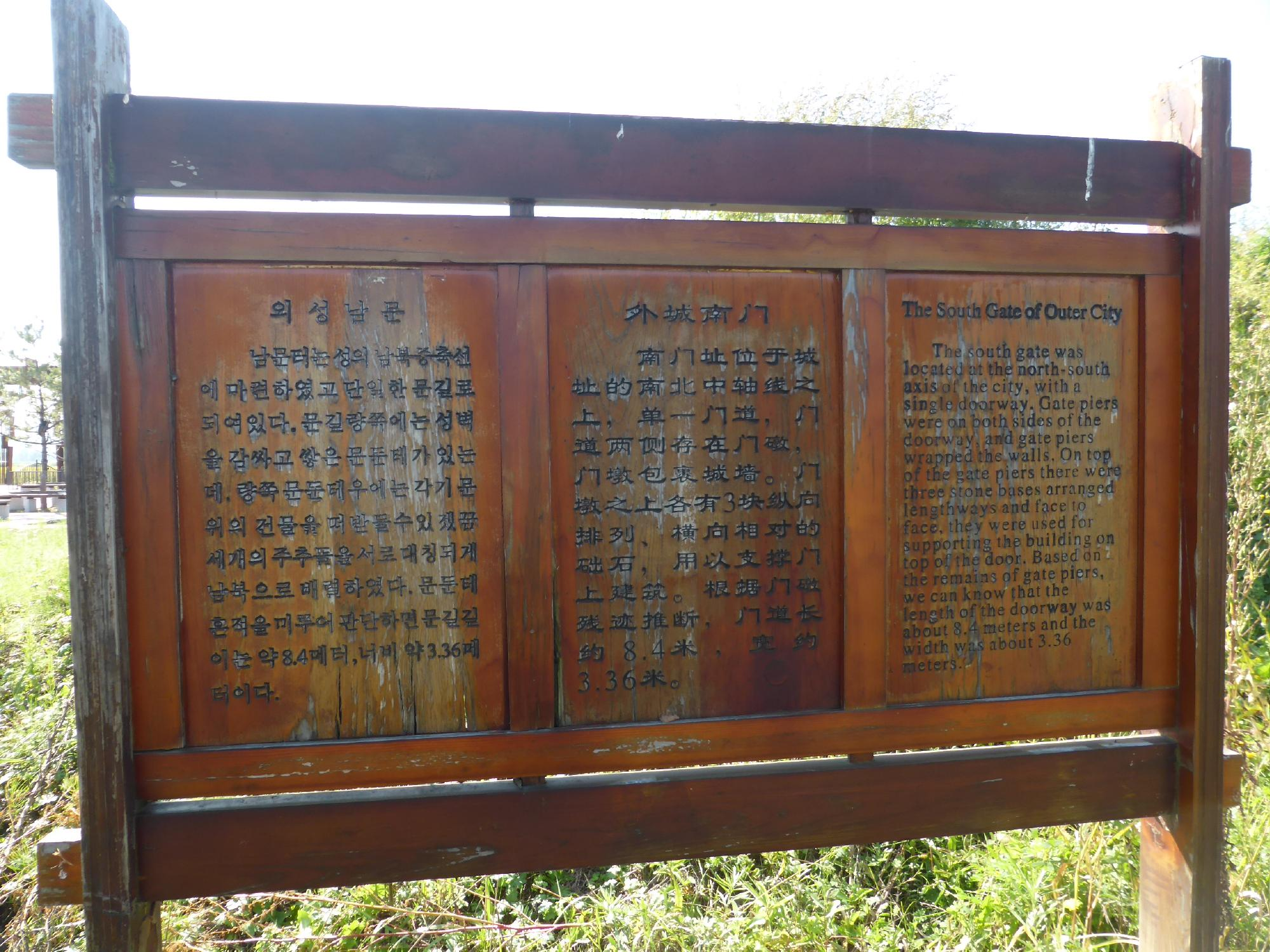
外城南門の説明